# Grau de verdade
Em matemática padrão, proposições podem ser tipicamente consideradas inequivocamente verdadeiras ou falsas. Por exemplo, a proposição zero pertence ao conjunto { 0 } é considerada como simplesmente verdadeira; enquanto a proposição um pertence ao conjunto { 0 } é considerada como simplesmente falsa. Entretanto, alguns matemáticos, cientistas da computação e filósofos têm sido atraídos para a ideia de que uma proposição poderia ser mais ou menos verdade, preferencialmente do que simplesmente verdadeira ou simplesmente falsa. Considere Meu café está quente.
Na matemática, esta ideia pode ser desenvolvida em termos de lógica difusa. Em ciência da computação, tem encontrado aplicação na inteligência artificial. Em filosofia, a ideia tem se provado particularmente atraente no caso de imprecisão. Grau de verdade é um conceito importante no Direito.